# Louis Charlemagne-Baudet
Louis Charlemagne-Baudet (en russe : Людвиг (Людовик) Иванович Шарлемань (Боде) Lioudvig (Lioudovik) Ivanovitch Charleman (Bode) ; né en 1784 à Saint-Pétersbourg, mort le 4 novembre jul. / 16 novembre grég. 1845 là-même) est un architecte russe représentant le style Empire, il est également connu comme « Charlemagne II » pour le différencier de son frère aîné, Joseph-Jean Charlemagne (Iossif Ivanovitch).

## Biographie
Son père, Jean Baptiste Charlemagne-Baudet, était sculpteur à Rouen et se rend en 1777 en Russie sur l'invitation de Catherine II. Louis entame sa formation en 1797 en compagnie de ses frères Joseph-Jean, Ivan et Karl à l'Académie impériale des Beaux-Arts. Diplômé en 1806 avec une médaille d'or de 2e classe, il travaille comme assistant des architectes Luigi Rusca (en) et Alexandre Alexeïevitch Mikhaïlov (ru).
En 1820, Charlemagne devient architecte de l'intendance de la cour et se charge de modifications et réparations des palais impériaux de Saint-Pétersbourg (Palais Elaguine, Palais d'Hiver, Palais de Tauride et autres). En 1823–1824, il construit la datcha de Golovine, bâtiment en bois montrant le style empire à son apogée. En 1826, les grilles en fonte du jardin d'été le long de la Moïka et la maison de thé sont modelées selon son projet.
En 1827–1829, il transforme les datchas construites par Grigori Petrovitch Pilnikov et Carlo Rossi sur les quais de la Krestovka en datchas de sa majesté impériale.
On compte parmi ses travaux une maison de travail, un orphelinat, deux hôpitaux et l'institut des jeunes filles nobles de Poltava (selon un plan de A. Staubert). Avec Pietro Visconti, il développe le plan pour la Cathédrale de la Sainte-Trinité de Ekaterinoslav. En compagnie de Visconti, il participe au projet d'A.I. Melnikov pour la cathédrale de la Transfiguration de Rybinsk (1838–1851).
Il repose dans la section luthérienne du cimetière Volkovo à Saint-Pétersbourg.

## Réalisations

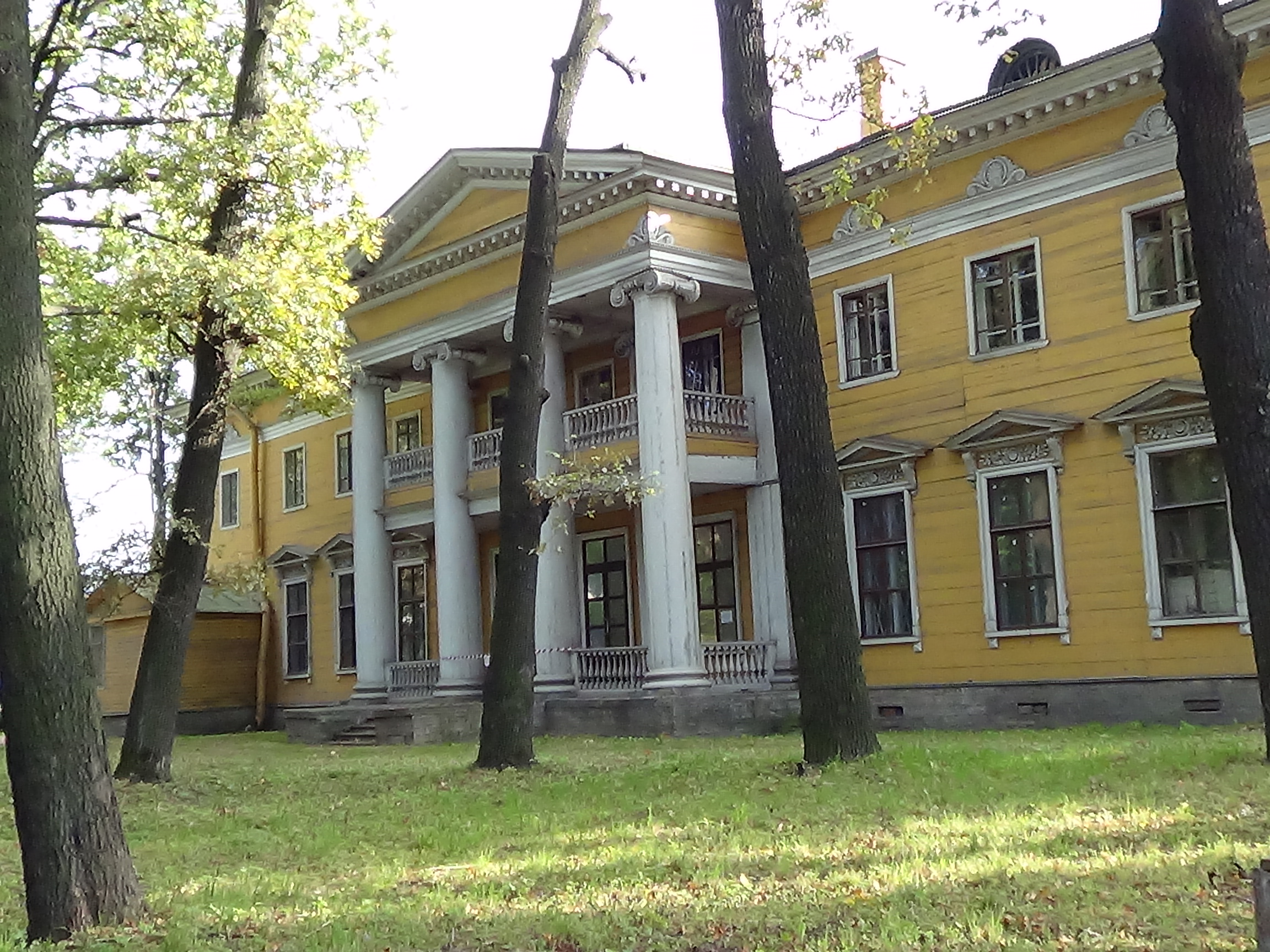
Datcha de Golovine (1823–1824).
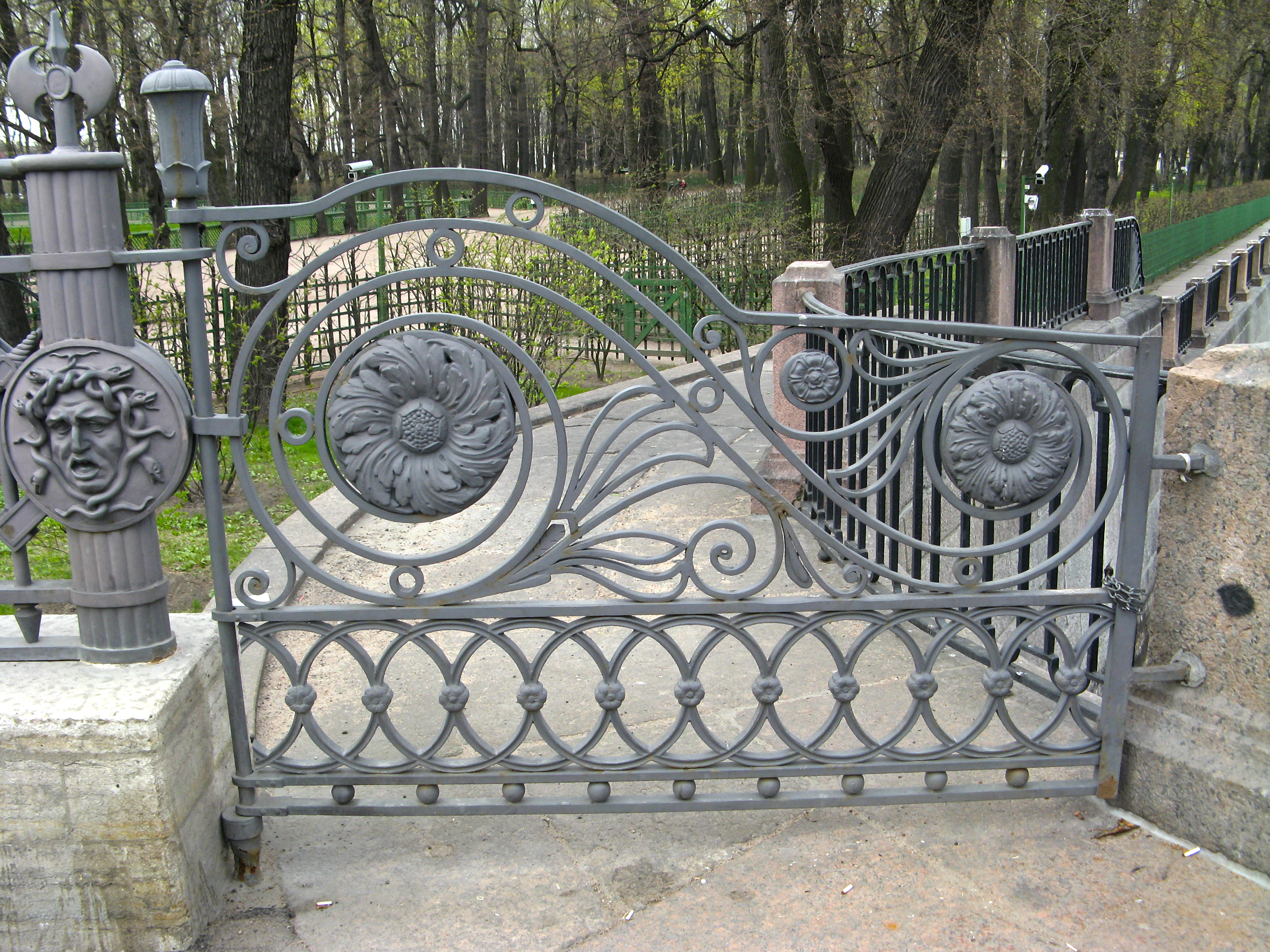
Grille en fonte (1826), jardin d'été de Saint-Pétersbourg.
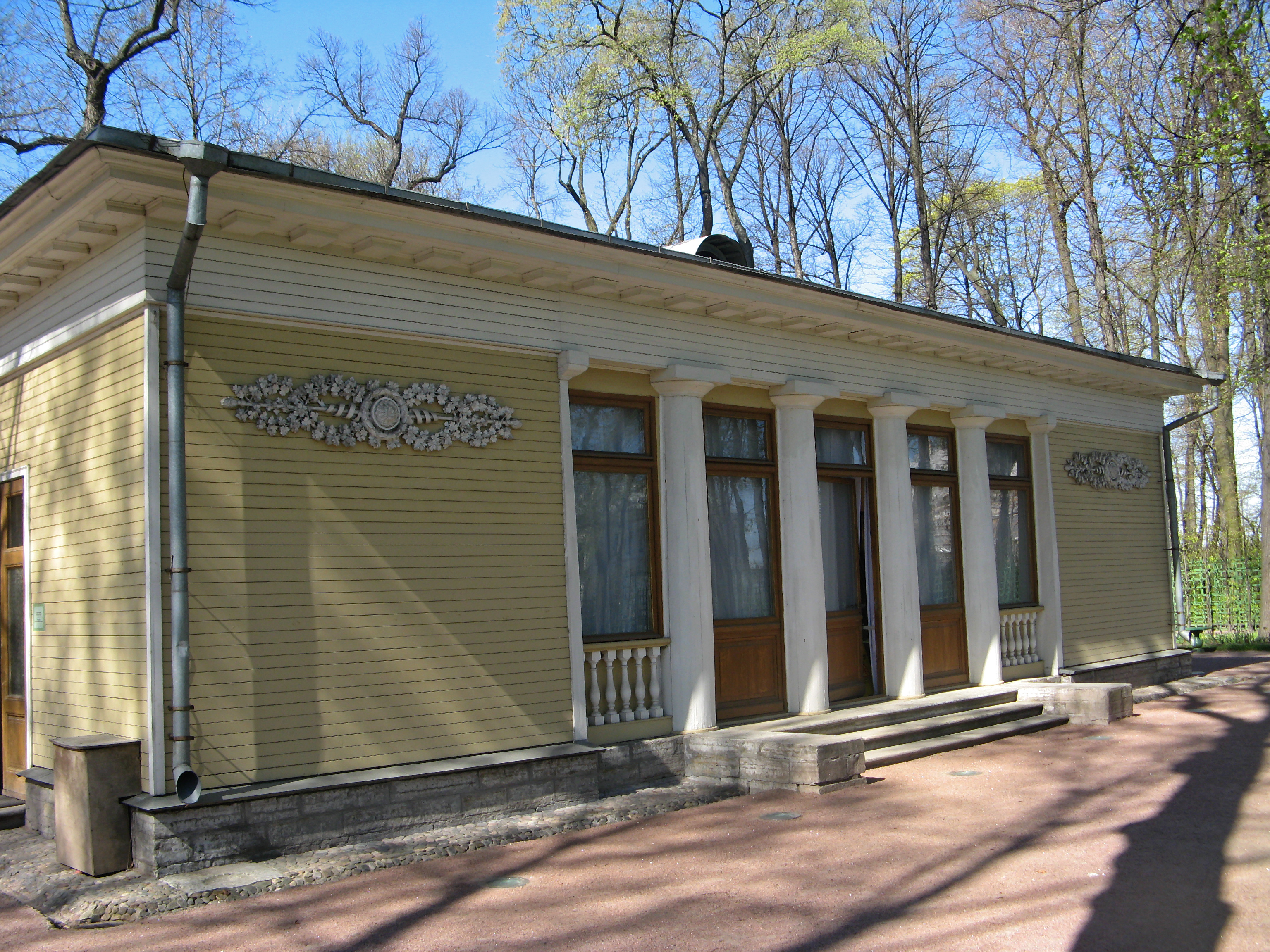
Maison de thé (1827), jardin d'été de Saint-Pétersbourg.
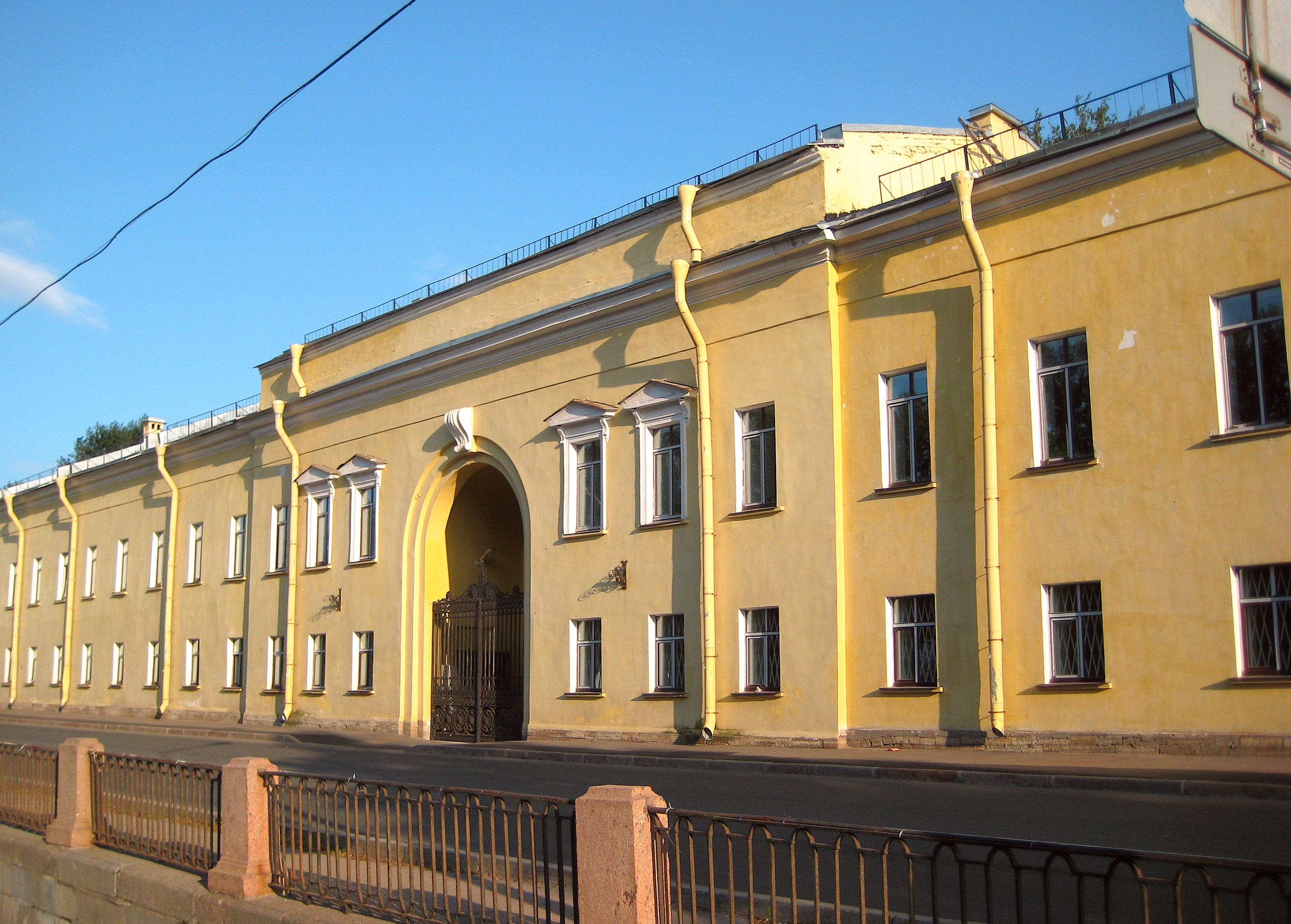
Hôpital Kalinkinskaïa (1831–1834), Saint-Pétersbourg.
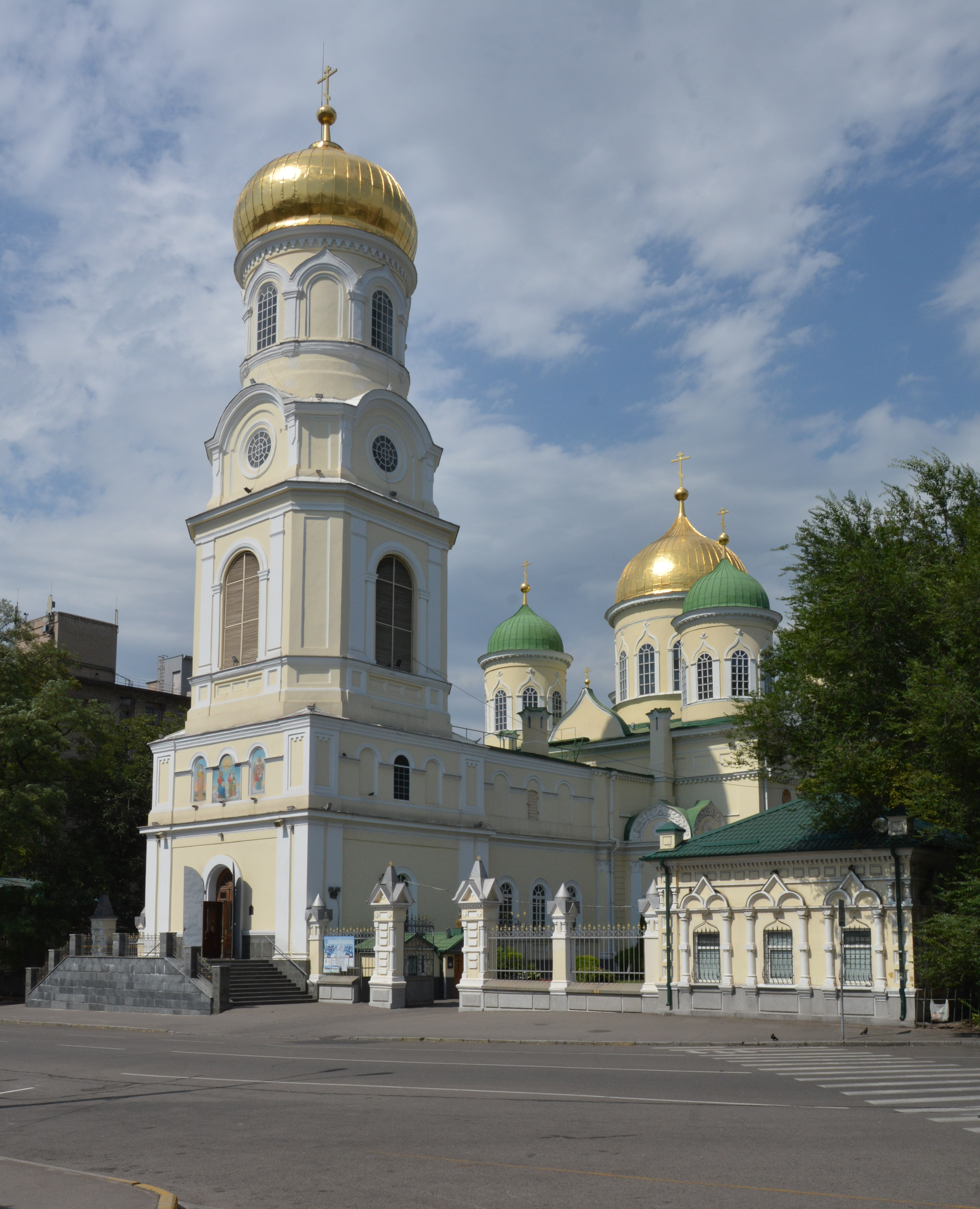
Cathédrale de la Sainte-Trinité de Ekaterinoslav
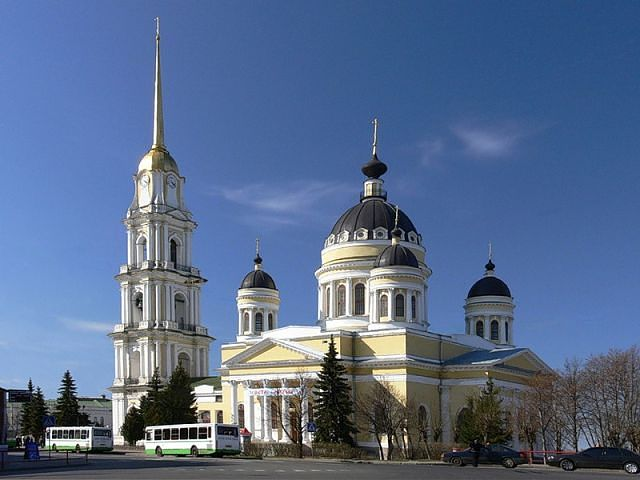
Cathédrale de la Transfiguration (1838–1851), Rybinsk